# Poet Lore
Poet Lore est un magazine littéraire de langue anglaise basé à Bethesda, dans le Maryland. Fondé en 1889 par Charlotte Porter et Helen Archibald Clarke , deux jeunes universitaires progressistes étudiant Shakespeare et qui croyaient en la nature évolutive de la littérature, Poet Lore est le plus ancien journal de poésie publié de façon continue aux États-Unis,. Porter et Clarke, partenaires à la ville et corédactrices, ont lancé le magazine comme un forum sur "Shakespeare, Browning et l'étude comparative de la littérature", mais ont rapidement recherché des œuvres originales d'écrivains vivants, présentant plus de théâtre que de poésie au début, puis se sont déplacées au-delà de l’Amérique du Nord et de l’Europe, pour publier des traductions du travail d’écrivains d’Asie, d’Amérique du Sud et du Moyen-Orient. Dans ses premières décennies, le magazine présentait de la poésie de sommités telles que Rabindranath Tagore, Frédéric Mistral, Rainier Maria Rilke, Stéphane Mallarmé et Paul Verlaine. La première traduction de La mouette de Tchekhov est apparue dans les pages de ce magazine.
Le Writer's Center, un établissement littéraire à but non lucratif basé près de Washington, DC, publie actuellement Poet Lore par séries semestrielles, présentant de la poésie d’écrivains reconnus aux côtés d’écrivains émergents. Poet Lore publie également des essais présentant un intérêt pour les poètes et les lecteurs, ainsi que des critiques de nouveaux livres de poésie.

## Contributeurs
Au cours de ses premières décennies, Poet Lore a publié les œuvres d'écrivains de renom tels que Rabindranath Tagore , Rainer Maria Rilke , Paul Verlaine , Frédéric Mistral , Stéphane Mallarmé , Anton Chekhov , Maxim Gorki , Jose Echegaray , Hermann Hesse , Henrik Ibsen , August Strindberg Emma Lazarus et Sara Teasdale. Parmi les poètes américains primés dont les premiers travaux (dans certains cas, leurs premiers poèmes publiés) ont paru dans les pages de Poet Lore, on peut citer Mary Oliver , Linda Pastan , Colette Inez , RT Smith , D. Nurkse , John Balaban , Carolyn Forché , Alice Fulton , Dana Gioia , Pablo Medina , Kim Addonizio , David Baker , Carl Phillips , Natasha Trethewey , Terrance Hayes et Reginald Dwayne Betts .